# Johannes George de Groot
Johannes George de Groot, beter bekend als J.G. de Groot (Rotterdam, 11 juli 1837 – Antwerpen, 16 december 1903) was een Nederlands theaterondernemer en toneelregisseur.
Hij was zoon van Johannes George de Groot en Francina Johanne Kamme. Hij zelf was getrouwd met Apolonia Maria Vergalen (1865-1869) en Maria Christina Schuurman (getrouwd van 1879 tot 1903, overleden 1922). De laatste jaren van zijn leven was hij ziekelijk. De muziekgids van Letzer constateerde al dat hij snel vergeten raakte na zijn vertrek uit Nederland.
Van origine was hij gymnastiekleraar in Rotterdam. Daarnaast was hij bekwaam in het hanteren van wapens en trad zodoende op in een aantal theatergezelschappen van amateurs. Daaruit volgde optredens bij het gezelschap van Johannes Tjasink, De Vereenigde Tooneelisten (Prot en Kistemaker) en Het Nederlandsch Tooneel. Zo was hij betrokken bij een aantal voorstellingen in Frascati Amsterdam. Hij werd zelf in 1883 onderdirecteur van de Parkschouwburg, maar keerde al snel terug naar toneelspel, in dit geval directeur van een operettegezelschap. Vanuit die positie werd hij in 1886 stichter van de Hollandsche Opera Het debuut werd evenwel de opera Faust van Charles Gounod onder leiding van Simon Jacob Henriques de la Fuente. Hij beschouwde zichzelf niet als echt muzikaal, maar had een neus voor nieuw talent, zoals Jos Orelio, Jacques Urlus, Désiré Pauwels en Henri Albers. Hij wist daarbij zowel artiesten als publiek te enthousiasmeren. Dit leidde uiteindelijk tot voorstellingen in het Paleis voor Volksvlijt, alwaar hij ook in de directie zat. Ondanks zijn opgewektheid hield hij het niet vol, het kostbare operaklimaat lag niet goed in Nederland. Bovendien viel zijn operagezelschap uit elkaar door ruzie met Cornelis van der Linden, die prompt de Nederlandsche Opera stichtte. De Groot maakte nog het faillissement mee van zijn gezelschap in 1895. Hij trok naar België en wel naar Antwerpen, probeerde daar tevergeefs (men kwam tot slechts uitvoer van één opera) een gezelschap op te richten. Zijn laatste jaren sleet hij als horeca-ondernemer, zijn overlijdensakte vermeldde koffiehuishouder. Nederland nam nog wel afscheid met een krans op zijn graf: "Laatst vaarwel aan J.G. de Groot, directeur en stichter der Nederlandsche Opera te Amsterdam".